# 111. vestlige længdekreds
Den 111. vestlige længdekreds (eller 111 grader vestlig længde) er en længdekreds, der ligger 111 grader vest for nulmeridianen. Den løber gennem Ishavet, Nordamerika, Stillehavet, det Sydlige Ishav og Antarktis.